# Педанюк Іван Маркович
Іва́н Ма́ркович Педаню́к (26 вересня 1917, село Жерденівка, тепер Гайсинського району Вінницької області — 30 жовтня 1965, місто Нью-Йорк, Сполучені Штати Америки) — український радянський журналіст, політичний діяч. Голова правління Спілки журналістів України в 1959—1965 роках. Депутат Верховної Ради УРСР 5—6-го скликань. Кандидат у члени ЦК КПУ в 1960—1965 роках.

## Біографія

Могила Івана Педанюка, Байкове кладовище

Народився в родині селянина-бідняка. Навчався у Одеському механіко-конструкторському технікумі, але важкі матеріальні умови не дали змоги завершити навчання.
Трудову діяльність розпочав у 1932 році п'ятнадцятирічним підлітком у збройово-ремонтній майстерні Одеського піхотного училища в місті Одесі.
З 1933 року — на газетній роботі: секретар редакції багатотиражної газети Одеського піхотного училища. У 1934 році закінчив вечірній робітничий факультет у Одесі. З 1934 року працював секретарем редакції багатотиражної газети Київської військової школи зв'язку імені Калініна.
У 1935—1937 роках — студент заочного факультету Харківського комуністичного інституту журналістики і водночас завідувач відділу культури і побуту редакції Коростенської окружної газети.
У 1937 році закінчив Харківський комуністичний інститут журналістики.
У 1937—1939 роках — виконувач обов'язків завідувача сільськогосподарського відділу редакції республіканської газети «Вісті».
У 1939—1941 роках — в апараті Президії Верховної Ради Української РСР.
З 1941 року — в Червоній армії. Учасник німецько-радянської війни. Працював секретарем редакції, відповідальним редактором армійської газети «Вперед» 20-го танкового корпусу. Воював на Сталінградському, Брянському, Південному, 2-му та 1-му Українських фронтах.
Член ВКП(б) з 1942 року.
У 1945—1953 роках — в армійській пресі: постійний кореспондент союзної газети «Патриот Родины» по Одеському, а потім — по Київському військовому округу.
У вересні 1953 — вересні 1958 року — заступник редактора по відділу партійного життя, 1-й заступник відповідального редактора республіканської газети «Радянська Україна».
У вересні 1958 — січні 1963 року — відповідальний редактор республіканської газети «Радянська Україна».
У 1959 — жовтні 1965 року — голова правління Спілки журналістів України.
У грудні 1962 (оф. січні 1963) — травні 1963 року — завідувач ідеологічного відділу по сільському господарстві ЦК КПУ. З травня до жовтня 1963 року працював інспектором ЦК КПУ.
21 жовтня 1963 — 30 жовтня 1965 року — голова Державного комітету Ради Міністрів Української РСР з преси.
Загинув внаслідок нещасного випадку (падіння із сходів) на території радянського посольства у Нью-Йорку, де перебував у складі делегації УРСР на ХХ сесії Генеральної Асамблеї ООН. Похований разом з родиною на Байковому кладовищі у Києві.

## Звання
- капітан
- майор
- підполковник

## Нагороди
- орден Леніна (4.05.1962)
- орден Вітчизняної війни ІІ ст. (7.06.1945)
- орден «Знак Пошани» (26.02.1958)
- орден Червоної Зірки (28.11.1943)
- медаль «За оборону Сталінграда» (1942)
- медаль «За перемогу над Німеччиною у Великій Вітчизняній війні 1941—1945 рр.» (1945)
- медаль «За бойові заслуги» (20.06.1949)
- медалі